# Колман (Тексас)
Колман (енгл. Coleman) град је у америчкој савезној држави Тексас. По попису становништва из 2010. у њему је живело 4.709 становника.

## Демографија
Према попису становништва из 2010. у граду је живело 4.709 становника, што је 418 (8,2%) становника мање него 2000. године.
| Група             | 2000.         | 2010.         |
| Белци             | 4.020 (78,4%) | 3.587 (76,2%) |
| Афроамериканци    | 151 (2,9%)    | 139 (3,0%)    |
| Азијати           | 12 (0,2%)     | 29 (0,6%)     |
| Хиспаноамериканци | 868 (16,9%)   | 892 (18,9%)   |
| Укупно            | 5.127         | 4.709         |